# ホスファチジルイノシトール-4,5-ビスリン酸-4-ホスファターゼ
ホスファチジルイノシトール-4,5-ビスリン酸-4-ホスファターゼ(Phosphatidylinositol-4,5-bisphosphate 4-phosphatase、EC 3.1.3.78)は、(1-ホスファチジル-1D-myo-イノシトール-4,5-ビスリン酸 4-ホスファターゼ)という系統名の、以下の化学反応を触媒する酵素である。
1-ホスファチジル-1D-myo-イノシトール-4,5-ビスリン酸 + 水{\displaystyle \rightleftharpoons }1-ホスファチジル-1D-myo-イノシトール-5-リン酸 + リン酸
この酵素は、哺乳類の1-ホスファチジル-1D-myo-イノシトール-4,5-ビスリン酸([PtdIns(4,5)P2])の代謝経路の1つに関与している。